# Jéssica Paula Gillung
Jéssica Paula Gillung (Palmeira, Paraná, 1986) é uma cientista e bióloga brasileira. Em 2019, recebeu o Prêmio Marsh para Carreira Inicial de Entomologista, da Royal Entomological Society.

## Carreira acadêmica
Jéssica estudou em sua cidade natal, Palmeira, até o ensino médio. Em seguida, se formou em Licenciatura e Bacharelado em Ciências Biológicas pela Universidade Federal do Paraná nos anos de 2008 e 2009, respectivamente, e foi bolsista de iniciação científica (CNPq) nesse período. Logo na graduação já entrou em contato com a pesquisa científica e com a entomologia, fazendo parte do Laboratório de Biodiversidade e Biogeografia de Diptera. As moscas da família Acroceridae, chamadas popularmente "moscas aranha" por sua relação antagonista com certas aranhas, foram objeto de estudo de Jéssica, que para sua monografia fez uma chave de identificação, um catálogo para as espécies neotropicais deste grupo, e um mapa de sua distribuição.
Em seguida, tornou-se mestra em Zoologia pela Universidade de São Paulo, onde continuou suas estudos com um gênero dentro desta família de moscas, publicando sua dissertação "Revisão taxonômica e análise cladística de Philopota Wiedemann, 1830 (Diptera, Acroceridae)" no Instituto de Biologia, sob orientação do professor Silvio Shigueo Nihei, obtendo o título em 2011. Segundo a pesquisadora, as moscas da família estudada tem importância ecológica como polinizadora em alguns ecossistemas, e também são inimigas naturais de alguns tipos de aranha. A família é pouco estudada no Brasil, e a pesquisadora descobriu 25 espécies novas, inclusive uma em sua cidade natal. Desde então, estuda aspectos dessas moscas, como ecologia, genética, distribuição geográfica e história evolutiva.
Em 2013, após o mestrado, Jéssica foi para o exterior, onde cursou um doutorado em Entomologia na Universidade da Califórnia em Davis, nos EUA, também com apoio do CNPq, e concluiu essa etapa de sua formação em dezembro de 2018. Durante o doutorado, aprofundou seus estudos sobre as moscas Acroceridae, quanto à sua biologia, taxonomia e evolução, e publicou sua dissertação, intitulada “Systematics and Phylogenomics of Spider Flies (Diptera, Acroceridae)”, em que conclui que a família Acroceridae é monofilética.
Em 2019, a bióloga trabalha como pós-doutoranda no Laboratório Danforth na Universidade de Cornell (EUA), onde pesquisa sobre a conservação e evolução de vespas e abelhas.

## Prêmios e homenagens
Em 2018, recebeu da Entomological Society of America (ENTSOC) o Prêmio Liderança Estudantil (Student Leadership Award), destinado a um estudante de pós-graduação em entomologia que demonstre destaque em sua comunidade.
No mesmo ano, palestrou no 9th International Congress of Dipterology, que ocorreu na Namíbia, e ganhou o prêmio “Best Student Presentation Award”.
Em 2019, recebeu da ENTSOC o Excellence in Early Career Award from the Pacific Branch of the Entomological Society of America.